# Memoria de trabajo verbal
La memoria de trabajo verbal es una función ejecutiva que hace posible al humano reflexionar, auto-dirigir la conducta, formularse preguntas y resolver problemas. Russell Barkley la denomina también “internalización del habla”. Se desarrolla de modo paulatino durante el desarrollo, y consiste en aprender a mantener un diálogo silencioso con uno mismo para clarificar y dirigir la conducta.
Es fundamental para la generación de reglas y meta-reglas aplicadas al propio comportamiento.
Se desarrollaría entre los 9 y los 12 años, y requiere la inhibición del sistema periférico muscular, pues se trata de una voz totalmente privada.